# إيفرت ميلز
إيفرت ميلز (بالإنجليزية: Everett Mills)‏ هو لاعب كرة قاعدة أمريكي، ولد في 20 يناير 1845 في نيوآرك في الولايات المتحدة، وتوفي بنفس المكان في 22 يونيو 1908.

## وصلات خارجية
- إيفرت ميلز على موقعبيزبول رفرنس.كوم (الدوري الرئيسي) (الإنجليزية)
- إيفرت ميلز على موقعبيزبول رفرنس.كوم (الدوري الثانوي) (الإنجليزية)